# Jarosław Wyrembak
Jarosław Wyrembak (ur. 12 marca 1967 w Wieluniu) – polski prawnik, specjalizujący się w prawie karnym, doktor habilitowany nauk prawnych, nauczyciel akademicki, notariusz, członek Trybunału Stanu (2015–2018), sędzia Trybunału Konstytucyjnego zaprzysiężony 30 stycznia 2018, wybrany w 2018 przez Sejm VIII kadencji, na miejsce obsadzone przez Sejm VII kadencji.

## Życiorys
Absolwent Liceum Ogólnokształcącego im. Tadeusza Kościuszki w Wieluniu. Ukończył studia prawnicze na Wydziale Prawa i Administracji Uniwersytetu Warszawskiego. Tam też uzyskał stopień naukowy doktora, zaś w 2010 na podstawie dorobku naukowego oraz rozprawy pt. Zasadnicza wykładnia znamion przestępstw. Pozycja metody językowej oraz rezultatów jej użycia stopień naukowy doktora habilitowanego nauk prawnych.
Od 1992 do 2011 był pracownikiem naukowo-dydaktycznym Instytutu Prawa Karnego UW. Obejmował stanowiska profesora nadzwyczajnego w Wyższej Szkole Finansów i Zarządzania w Warszawie oraz w Wyższej Szkole Informatyki Stosowanej i Zarządzania w Warszawie.
Pracował także w Biurze Rzecznika Praw Obywatelskich oraz Naczelnej Izbie Lekarskiej. Praktykował jako adwokat, w 2011 rozpoczął wykonywanie zawodu notariusza. Od 2010 członek Prawa i Sprawiedliwości.
18 listopada 2015 z rekomendacji PiS wybrany na członka Trybunału Stanu. Stanowisko to zajmował do 2018 (w jego miejsce 22 marca 2018 został wybrany Czesław Kłak).
26 stycznia 2018 Sejm podjął uchwałę o powołaniu go na stanowisko sędziego Trybunału Konstytucyjnego. Złożył ślubowanie 30 stycznia 2018. Zajął w TK miejsce zmarłego w 2017 Henryka Ciocha wybranego do TK przez Sejm VIII kadencji, ponieważ wybrany przez Sejm VII kadencji Roman Hauser nie zrezygnował ze stanowiska sędziego NSA, które pełnił w chwili wyboru. 
22 października 2020 był w składzie orzekającym Trybunału Konstytucyjnego, w którym TK wydał wyrok o niezgodności z Konstytucją Rzeczypospolitej Polskiej wykonywania aborcji z powodu ciężkiego i nieodwracalnego upośledzenia płodu albo nieuleczalnej choroby zagrażającej jego życiu. Wyrok Trybunału został negatywnie oceniony pod względem proceduralnym i merytorycznym przez zespół ekspertów pod przewodnictwem prof. Marka Chmaja i doprowadził do licznych protestów przeciwko zmianie przepisów aborcyjnych na ogólnokrajową skalę. W październiku 2021 jako jeden z dwóch członków TK (drugim sędzią był Piotr Pszczółkowski) zgłosił zdanie odrębne do orzeczenia, w którym TK uznał wybrane przepisy traktatu o Unii Europejskiej za niezgodne z Konstytucją RP.